# شناور ماهیگیری کاترین پنجم
شناور ماهیگیری کاترین پنجم (به انگلیسی: Fishing Tug Katherine V) یک کشتی است که طول آن 58 feet می‌باشد. این کشتی در سال ۱۹۲۸ ساخته شد.